# Le Morne
Le Morne Brabant  is een berg en tevens schiereiland in het uiterste zuidwestelijke punt van het eiland Mauritius, in de Indische Oceaan, aan de windzijde van het eiland. Een kenmerkend verschijnsel op het schiereiland is de gelijknamige basaltachtige monoliet met een top van 556 meter (1824 voet) boven zeeniveau. De top heeft een oppervlakte van meer dan 12 hectare. Er zijn veel grotten op de steile hellingen. Het is grotendeels omgeven door een lagune en is een bekende toeristische attractie. Het is ook een toevluchtsoord voor twee zeldzame planten, de Mandrinette, en de Boucle d'Oreille, die enkel op de zijkanten van de berg groeit.
Het schiereiland was berucht in het begin van de 19e eeuw als een toevluchtsoord voor gevluchte slaven. Na de afschaffing van de slavernij op Mauritius, op 1 februari 1835 reisde een politie-expeditie naar het eiland om hen te informeren. Echter, het doel van de expeditie was verkeerd begrepen door de slaven en een groot aantal slaven sprong van de rotsen af naar hun dood. Sindsdien wordt deze datum gebruikt als de jaarlijkse herdenking van de afschaffing van de slavernij.
De berg is genoemd naar het VOC-schip Brabant dat hier op 29 december 1783 op de klippen liep.
Het schiereiland profiteert van een micro-klimaat. Le Morne Brabant Mountain werd voorgelegd aan de kandidatenlijst van de werelderfgoedlijst in 2003. In 2008 werd het eiland opgenomen op de lijst.

## Externe link

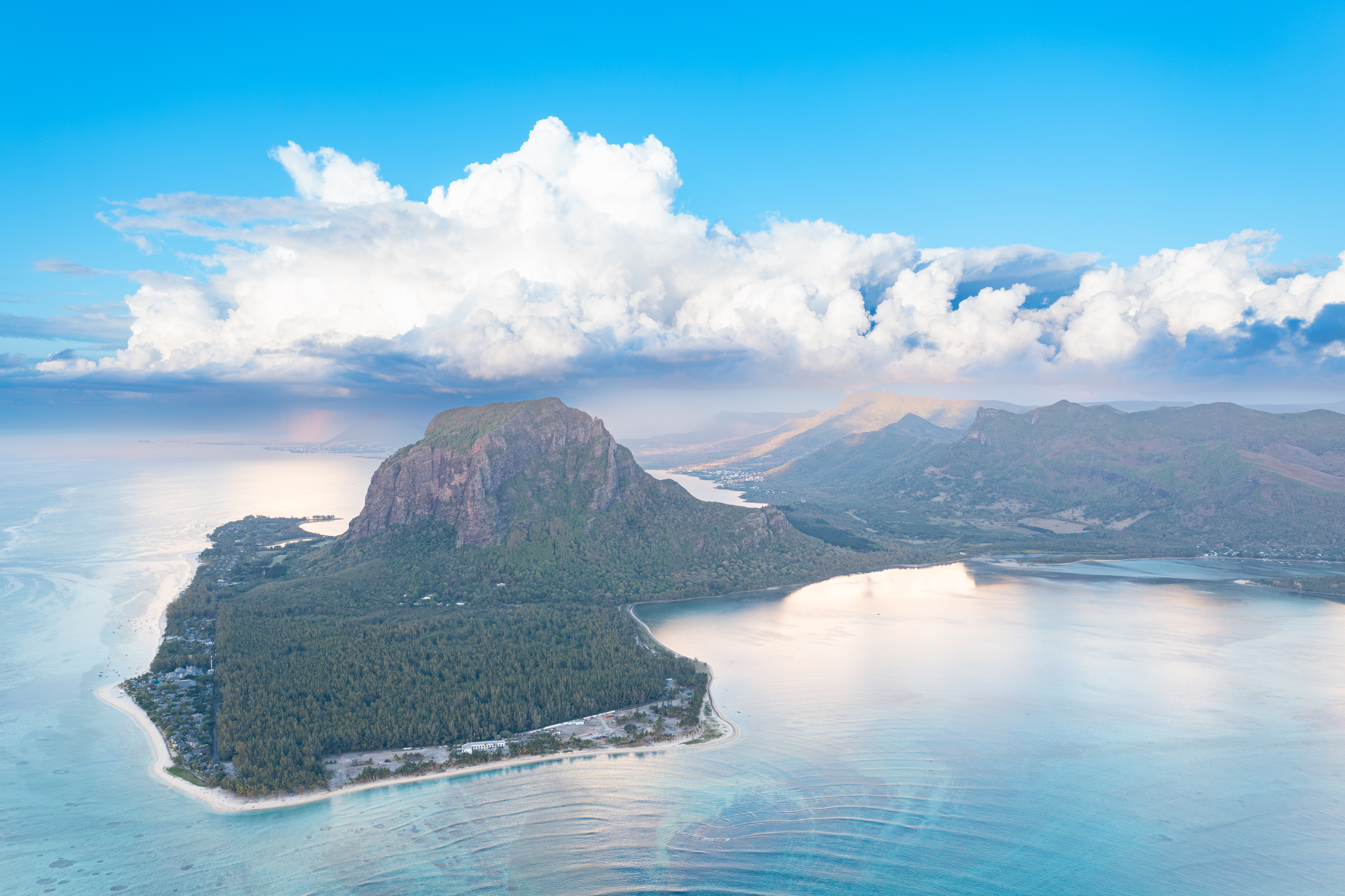
Het schiereiland Le Morne Brabant